# Dzieciakowo
Dzieciakowo – część miasta Józefów, w województwie mazowieckim, w powiecie otwockim. Leży Świder. Rozpościera się wzdłuż ulicy Wiązowskiej między Rycicami a Wiązowną, stanowiąc najdalej na wschód wysuniętą część miasta. Zabudowa rozproszona, głównie rezydencyjna.
Historycznie powiązany z Rycicami.